# Gólyaorr

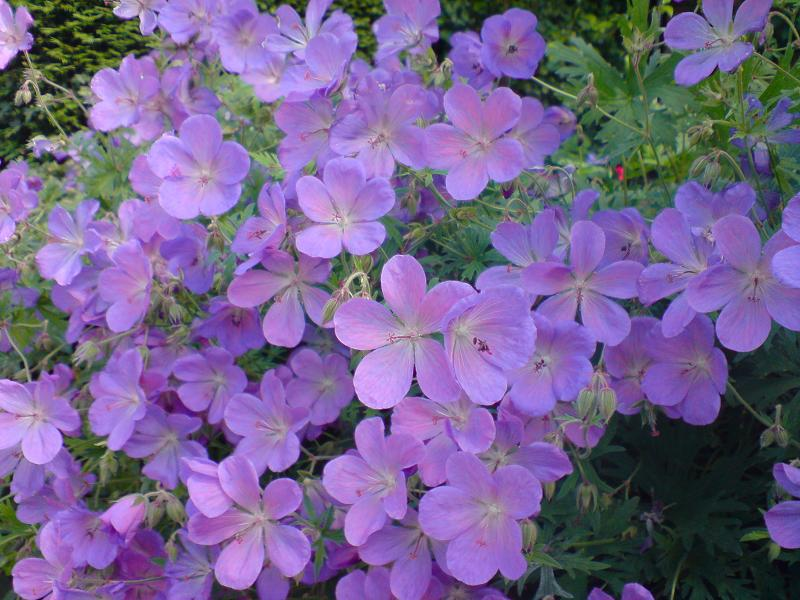
Gólyaorr (Geranium sp.)

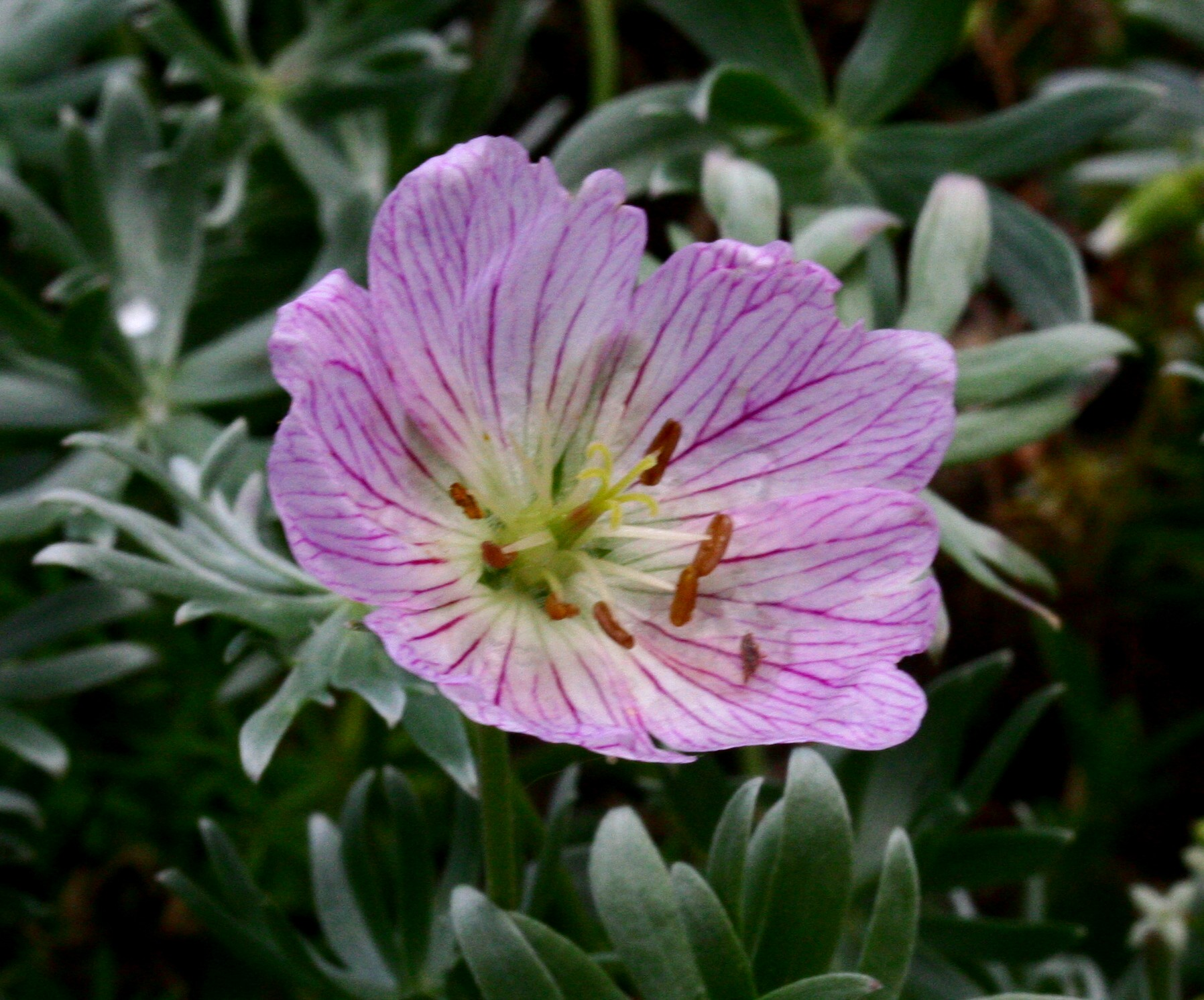
Geranium argenteum

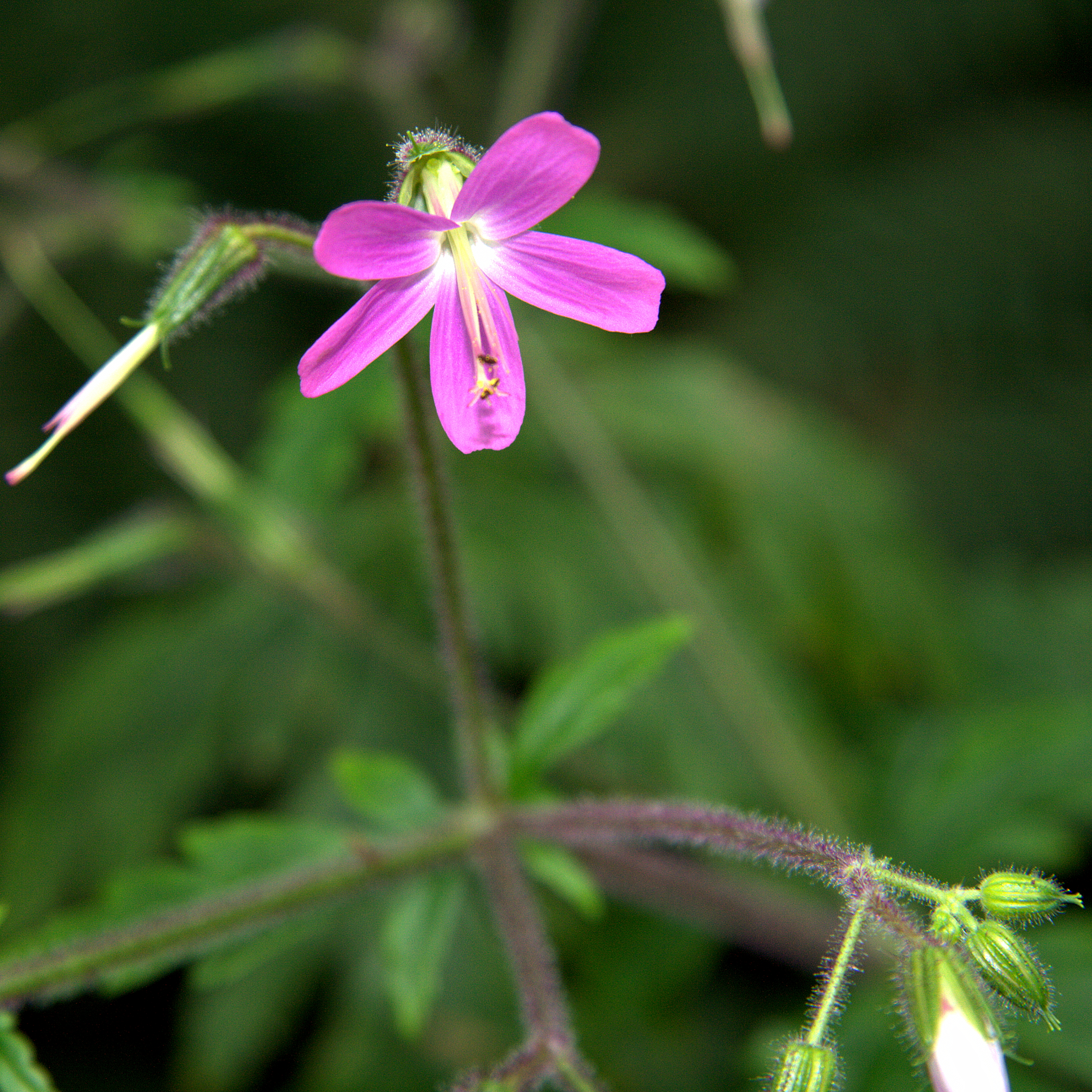
Geranium canariense

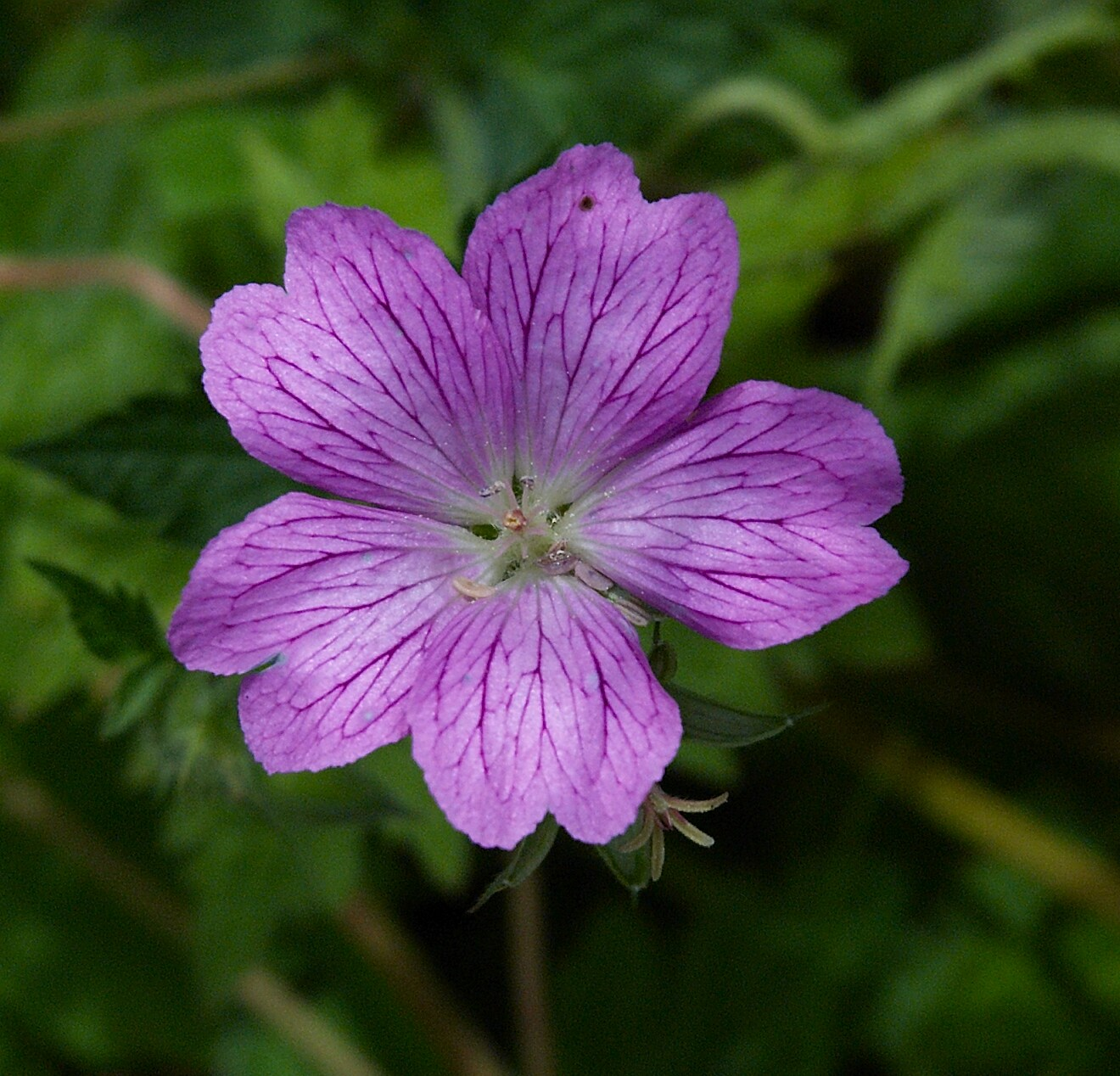
Geranium endressii

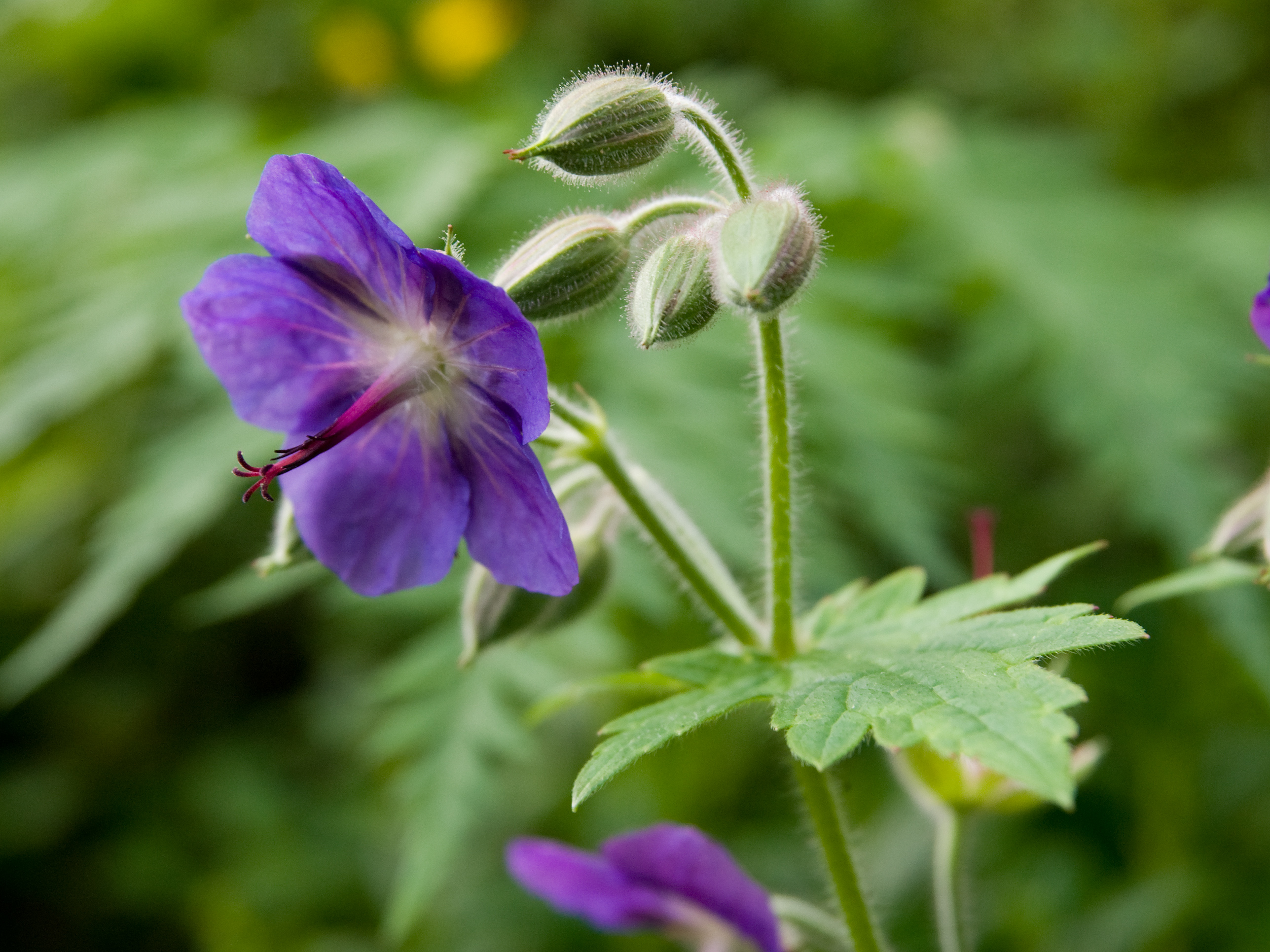
Geranium eriostemon

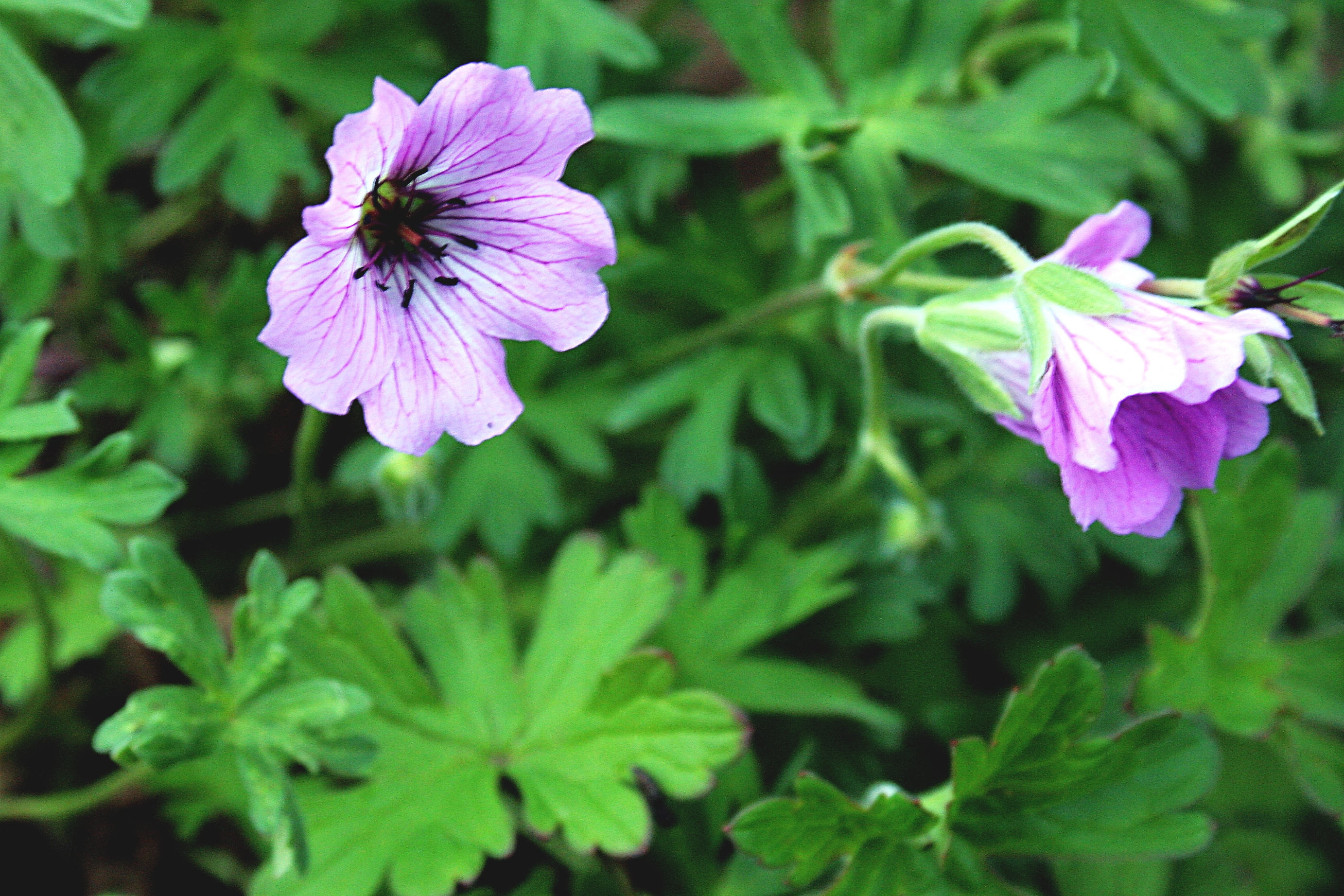
Geranium lindovicum

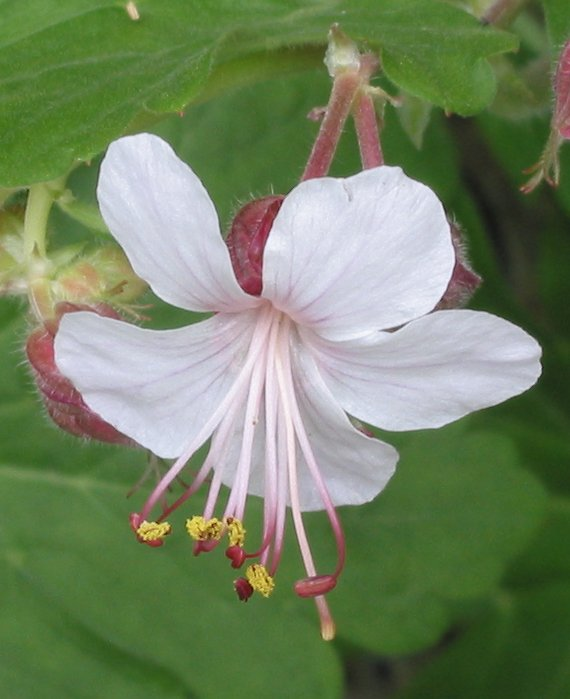
Kandilla gólyaorr (Geranium macrorrhizum)

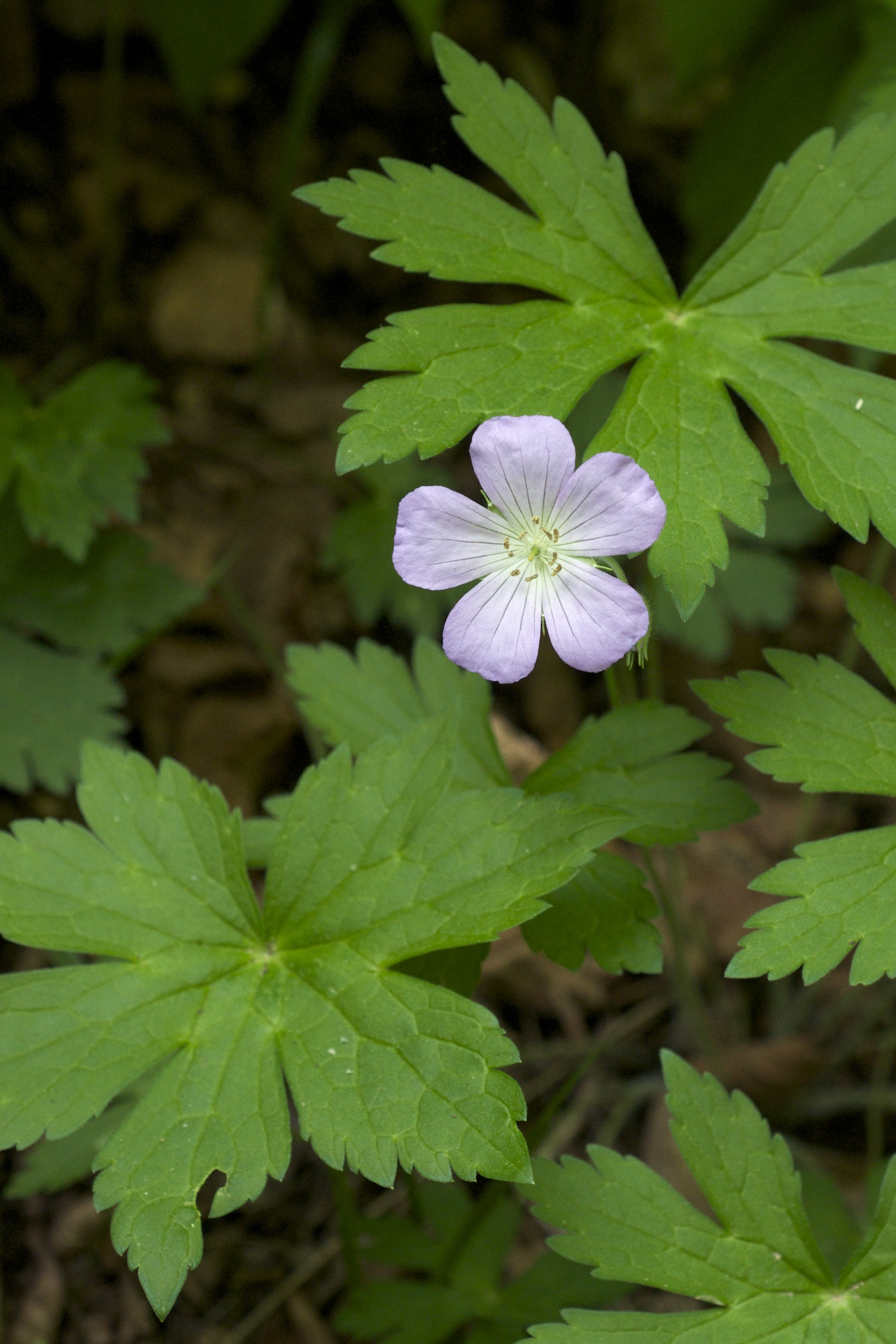
Geranium maculatum

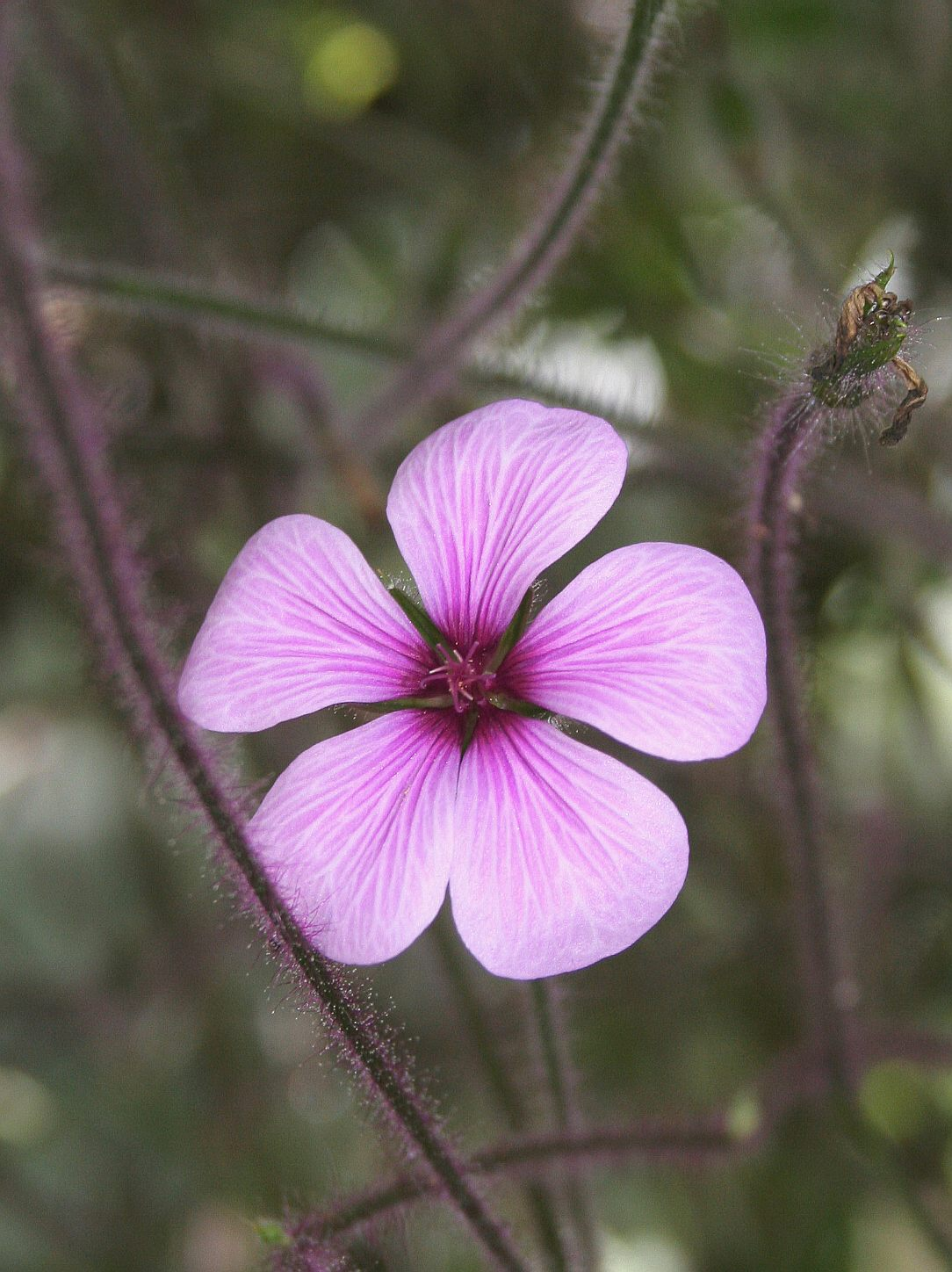
Madeira-gólyaorr (Geranium maderense)

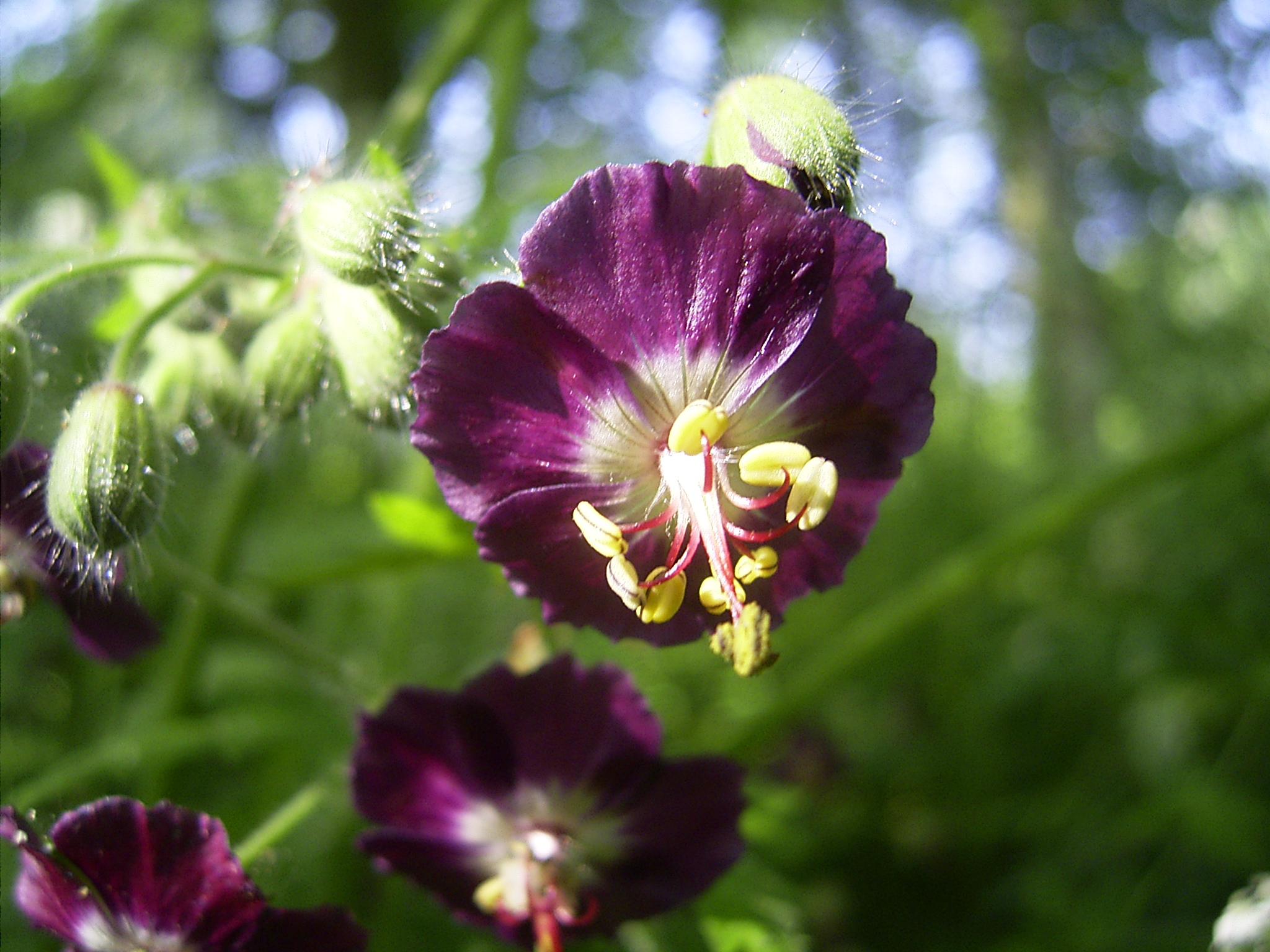
Fodros gólyaorr (Geranium phaeum)

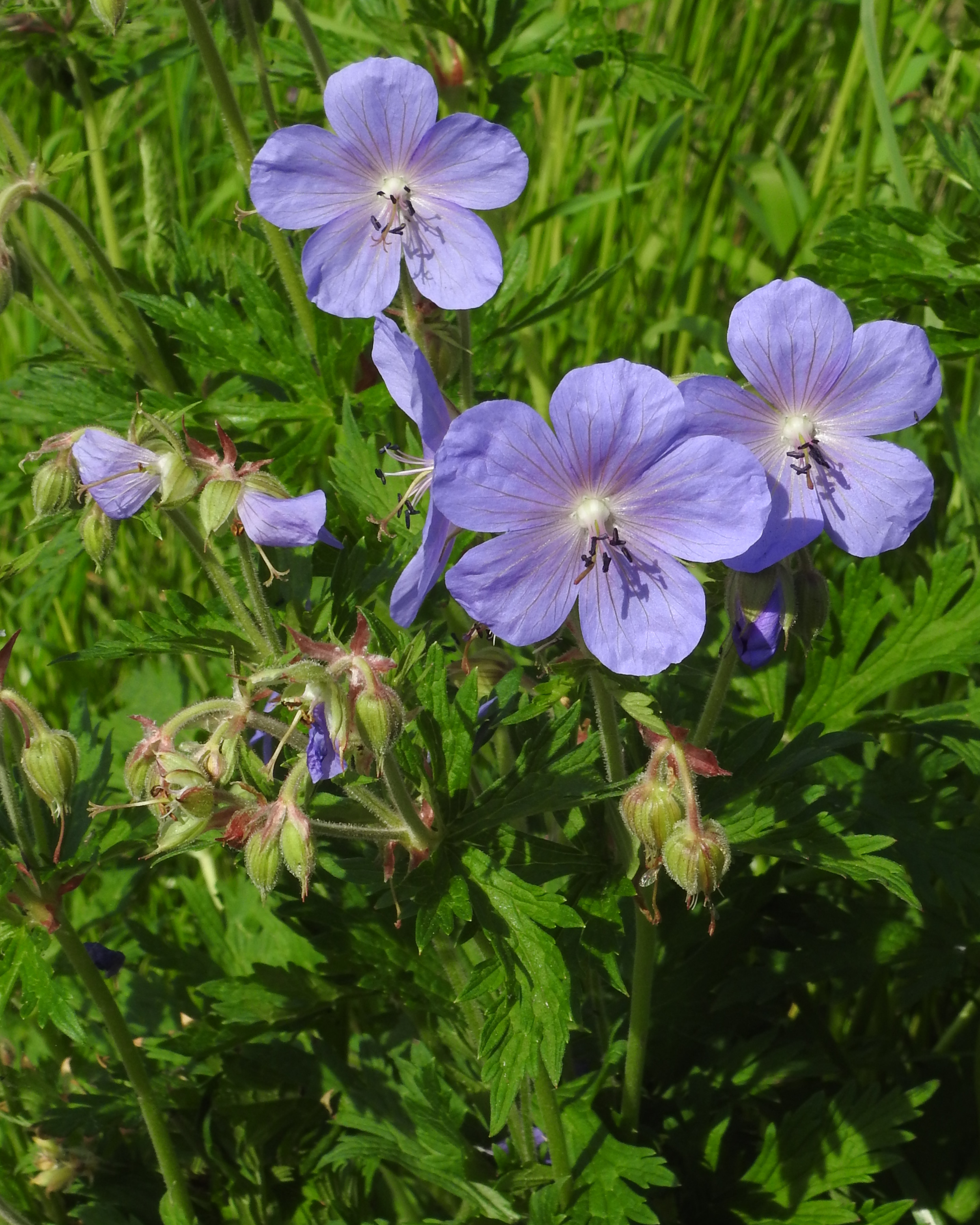
Mezei gólyaorr (Geranium pratense)

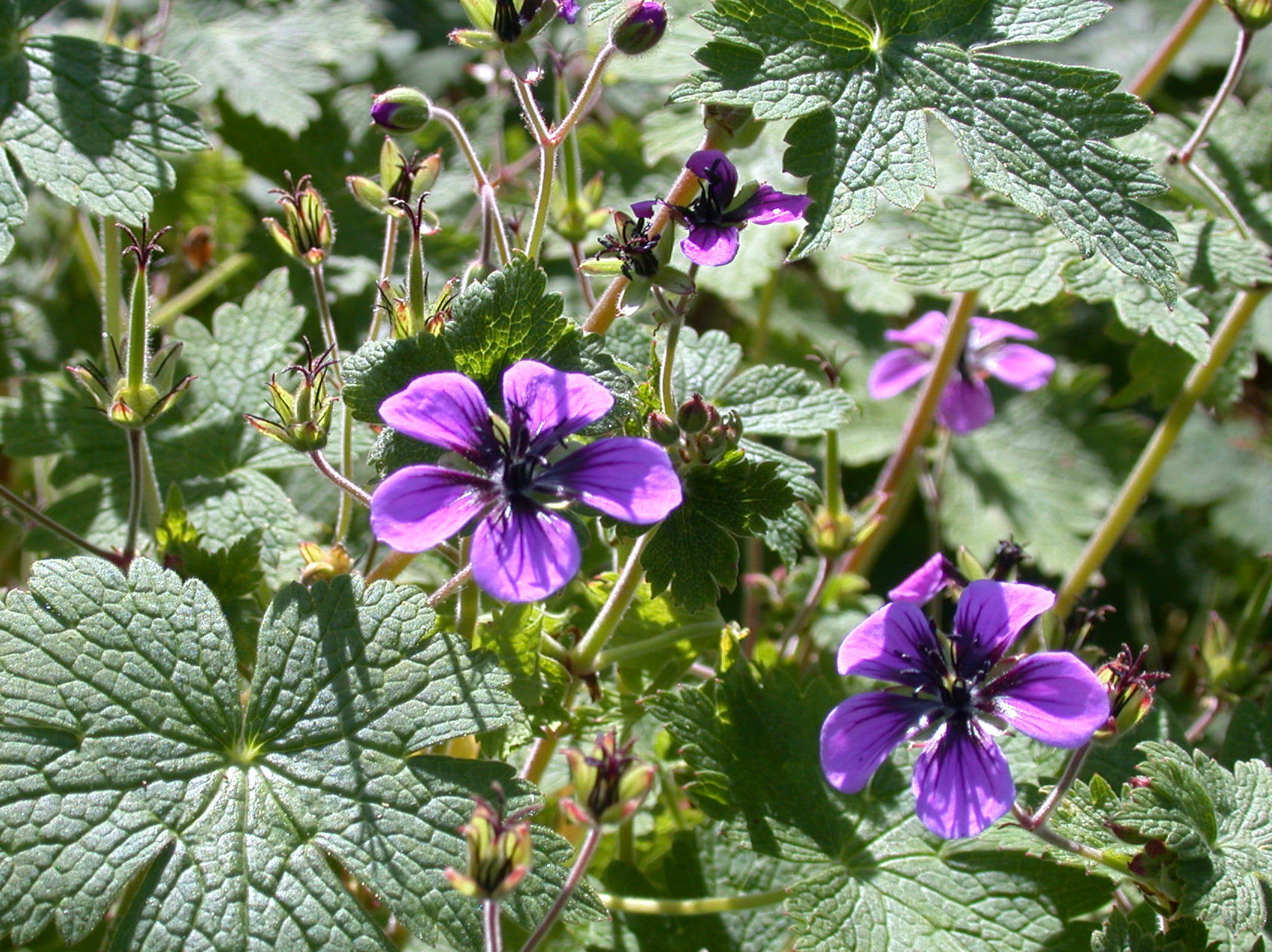
Geranium procurrens

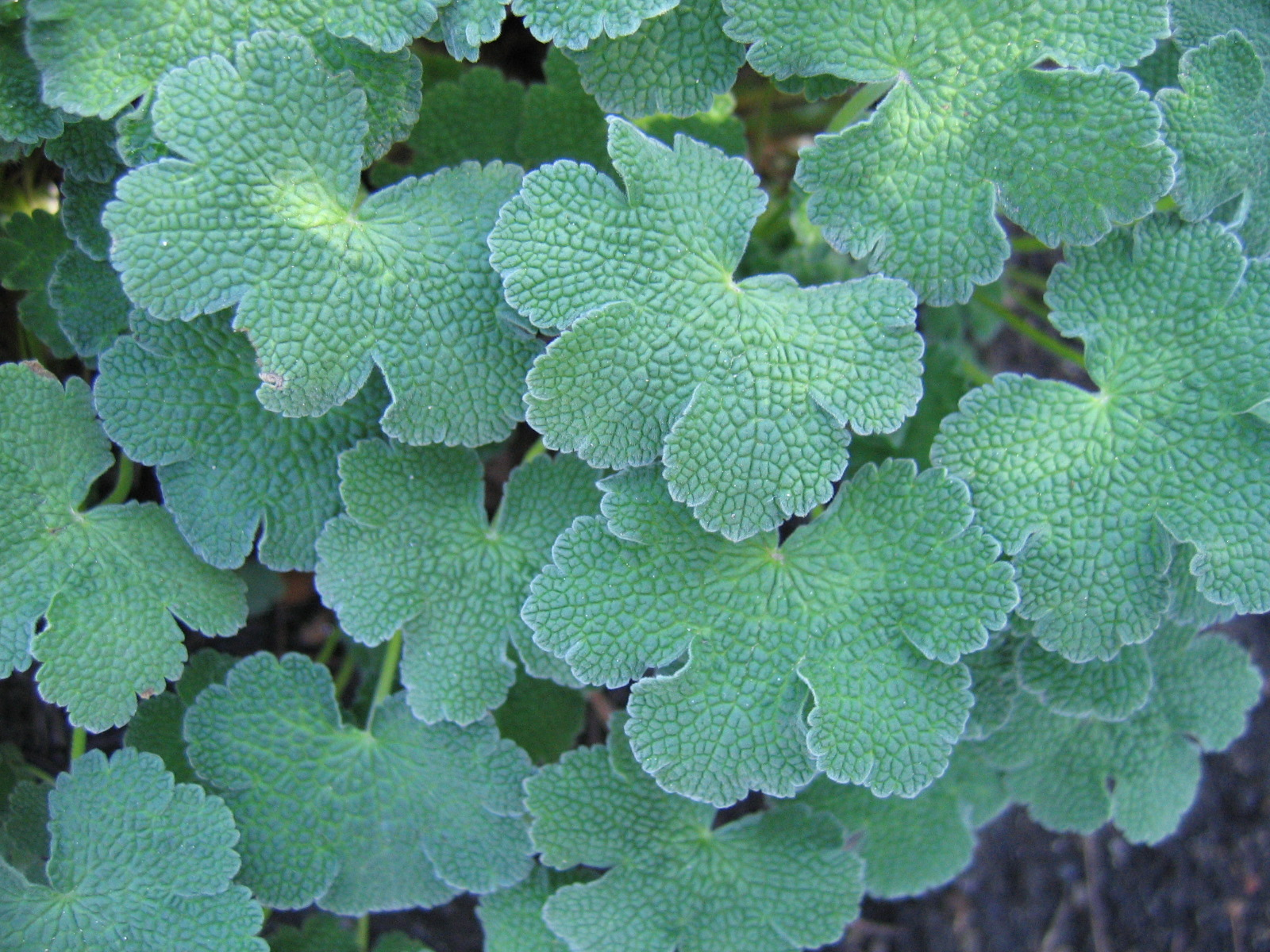
A Geranium renardii levelei

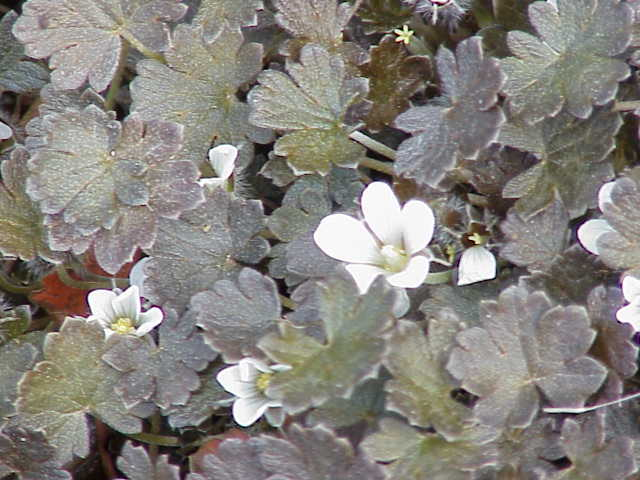
Geranium sessiliflorum

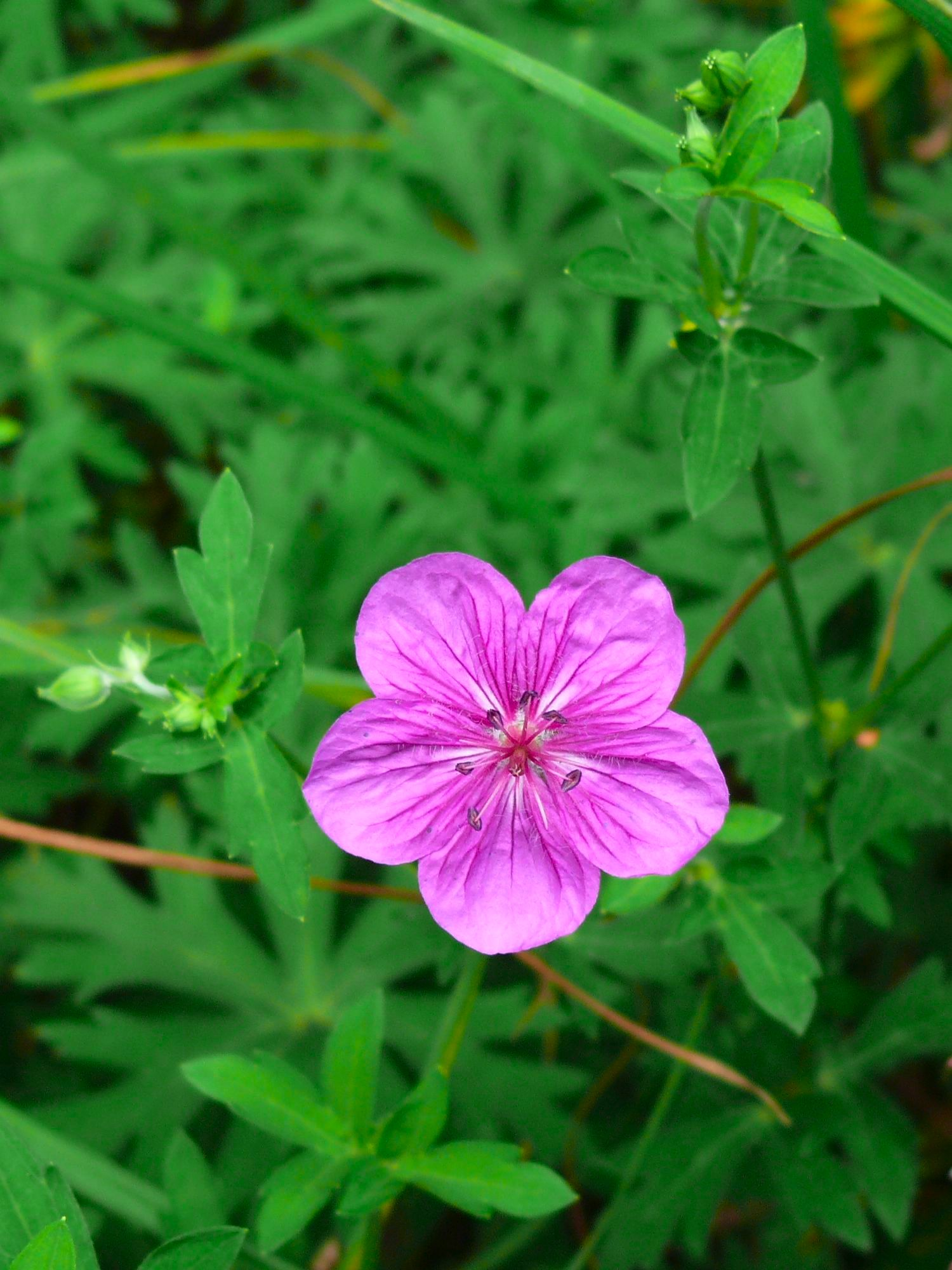
Geranium soboliferum

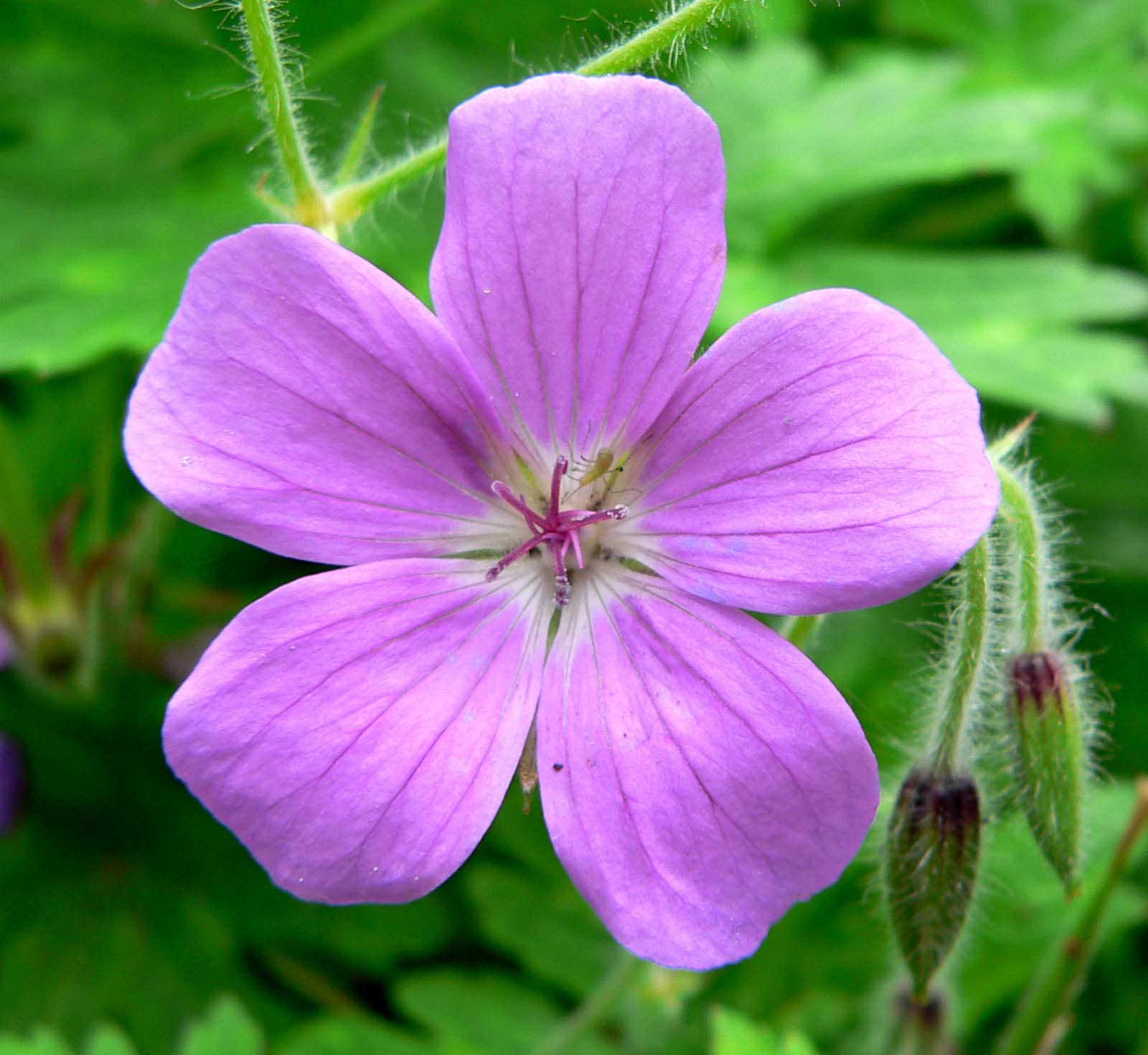
Geranium swatense

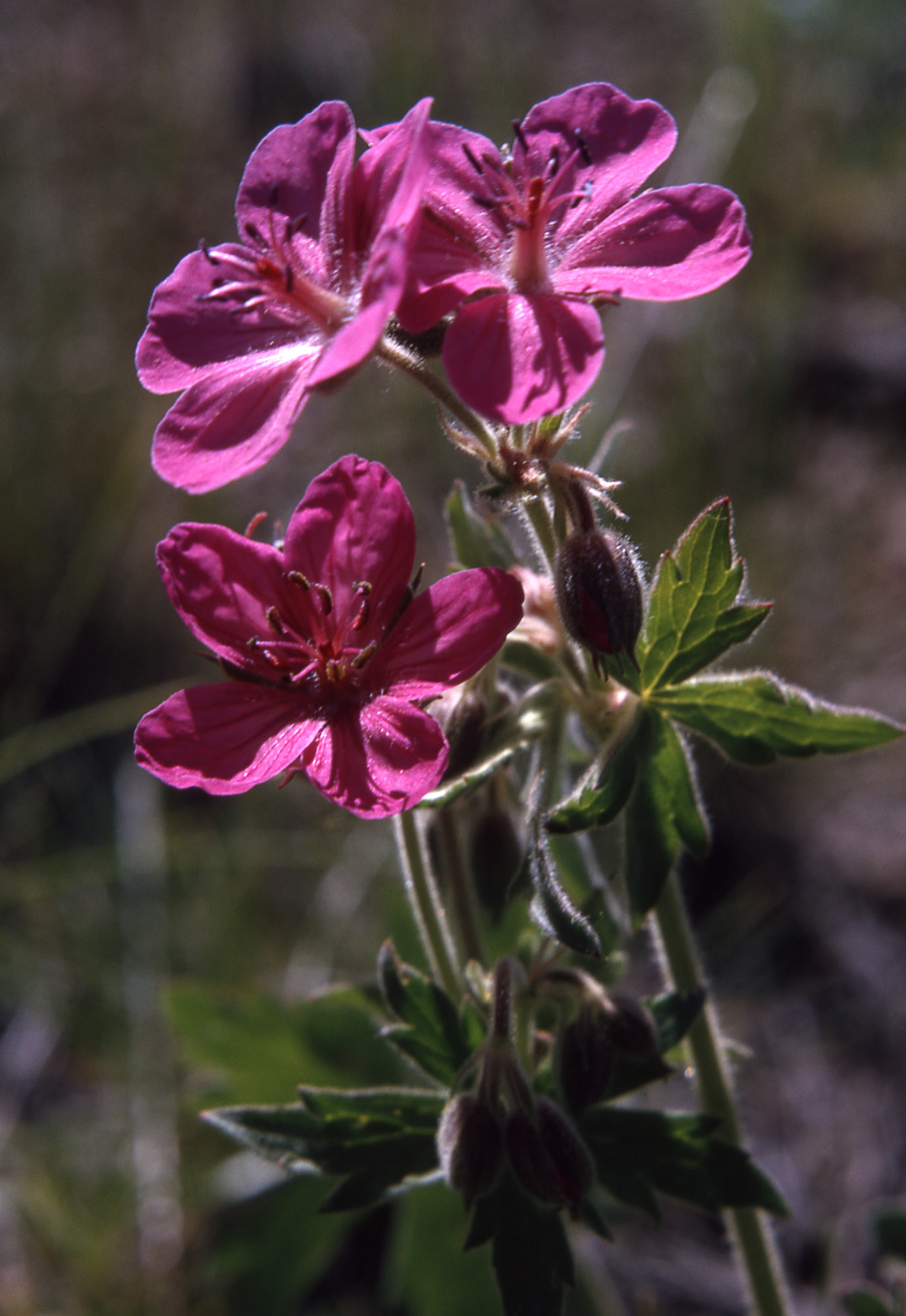
Geranium viscosissimum

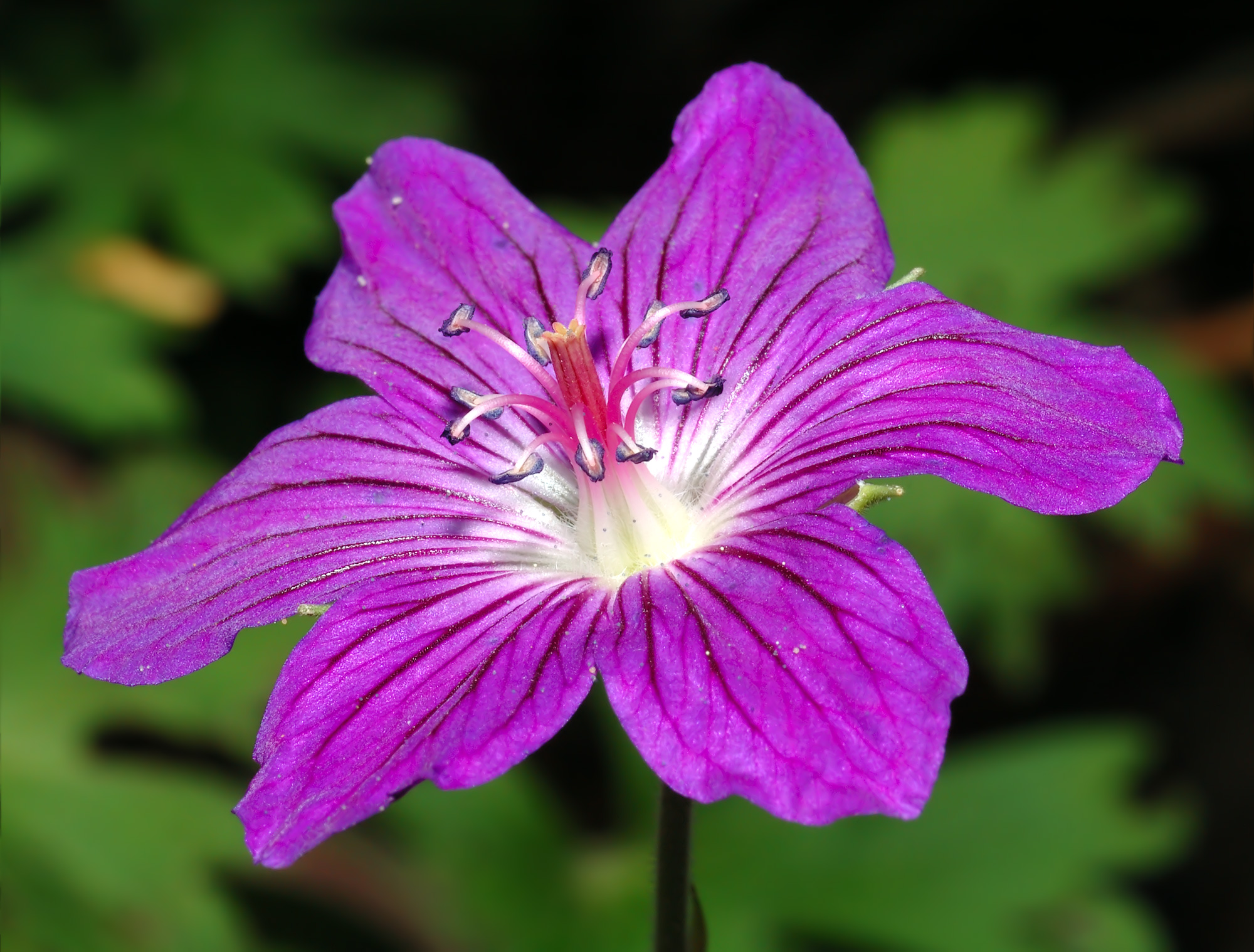
Geranium wlassovianum

A gólyaorr (Geranium) a gólyaorrvirágúak (Geraniales) rendjébe és a gólyaorrfélék (Geraniaceae) családjába tartozó nemzetség.

## Tudnivalók
A gólyaorrok nemzetsége egyaránt tartalmaz egyéves, kétéves és évelő növényfajokat is. Ezek a fajok főleg a bolygónk mérsékelt öveiben élnek, de a trópusi hegyvidékeken is fellelhetők. A legtöbb gólyaorr-faj azonban a Földközi-tenger térségének a keleti részén található meg.
A nagy, ujjas levelek szélesek és kerekek. A virágnak öt szirma van; ez lehet: fehér, rózsaszínű, lila vagy kék; gyakran a fajra jellemző erezettséggel. Termése hosszú, gólyaorr alakú, ötkamrájú toktermés. Mindegyik kamrában egy-egy mag található. Ha a termés meg van érve, akkor szétpattan; az anyanövénytől messzire lövellve a magokat. Habár a nemzetség neve gólyaorr, sok fajnak nincs hosszú, gólyaorr alakú termése. A gólyaorrok bármilyen talajban jól érzik magukat, kivéve a vízzel átitatott talajokat. A termesztett gólyaorrok szaporítása nyáron az idei hajtások dugványozásával és magokkal történik. Tavasszal vagy ősszel pedig tőosztással szaporítható.
Néhány lepkefaj hernyója szívesen fogyasztja a gólyaorrféléket; közülük kettő: az aranyfarú lepke (Euproctis chrysorrhoea) és az Amphipyra tragopoginis.
A Geranium viscosissimum faj kezdetleges ragadozó növénynek számít.

## Rendszerezésük
A nemzetségbe az alábbi 414 faj tartozik:
- Geranium aculeolatum Oliv.
- Geranium aequale (Bab.) Aedo
- Geranium aequatoriale Halfd.-Niels.
- Geranium affine Ledeb.
- Geranium albanum M.Bieb.
- Geranium albicans A.St.-Hil.
- Geranium albidum Rydb.
- Geranium albiflorum Ledeb.
- Geranium alonsoi Aedo
- Geranium alpicola Loes.
- Geranium amatolicum Hilliard & B.L.Burtt
- Geranium amoenum R.Knuth
- Geranium amurense Tsyren.
- Geranium andicola Loes.
- Geranium andringitrense H.Perrier
- Geranium angustipetalum Hilliard & B.L.Burtt
- Geranium antisanae R.Knuth
- Geranium antrorsum Carolin
- Geranium arabicum Forssk.
- Geranium arachnoideum A.St.-Hil.
- Geranium arboreum A.Gray
- Geranium ardjunense Zoll. & Moritzi
- Geranium argenteum L.
- Geranium aristatum Freyn & Sint.
- Geranium arnottianum Steud.
- Geranium ascendens Z.M.Tan
- Geranium asiaticum Serg.
- Geranium asphodeloides Burm.f.
- Geranium atlanticum Boiss.
- Geranium azorelloides Sandwith
- Geranium ayacuchense R.Knuth
- Geranium ayavacense Willd. ex Kunth
- Geranium balgooyi Veldkamp
- Geranium baschkyzylsaicum Nabiev
- Geranium baurianum R.Knuth
- Geranium bellum Rose
- Geranium berteroanum Colla
- Geranium bequaertii De Wild.
- Geranium bicknellii Britton
- Geranium biuncinatum Kokwaro
- Geranium bockii R.Knuth
- Geranium bohemicum L.
- Geranium bolivianum R.Knuth
- Geranium brasiliense Progel
- Geranium brevicaule Hook.
- Geranium brycei N.E.Br.
- Geranium butuoense Z.M.Tan
- Geranium caeruleatum Schur
- Geranium caespitosum E.James
- Geranium caffrum Eckl. & Zeyh.
- Geranium californicum G.N.Jones & F.F.Jones
- Geranium campanulatum Paray
- Geranium campii H.E.Moore
- Geranium canariense (Willd.) Poir.
- Geranium canescens L'Hér.
- Geranium canopurpureum P.F.Yeo
- Geranium carmineum R.Knuth
- Geranium carolinianum L.
- Geranium cataractarum Coss.
- Geranium caucense R.Knuth
- Geranium cazorlense Heywood
- Geranium chamaense Pittier
- Geranium chaparense R.Knuth
- Geranium charucanum Standl.
- Geranium chilloense Willd. ex Kunth
- Geranium chimborazense R.Knuth
- Geranium chinchense R.Knuth
- Geranium chinense Migo
- Geranium christensenianum Hand.-Mazz.
- Geranium cinereum Cav.
- Geranium clarkei P.F.Yeo
- Geranium clarum Small
- Geranium clemensiae R.Knuth
- Geranium collinum Stephan ex Willd.
- Geranium columbianum R.Knuth
- galambláb gólyaorr (Geranium columbinum) L.
- Geranium comarapense R.Knuth
- Geranium contortum Eckl. & Zeyh.
- Geranium core-core Steud.
- Geranium costaricense H.E.Moore
- Geranium crassipes Hook. ex A.Gray
- Geranium crassiusculum R.Knuth
- Geranium crenatifolium H.E.Moore
- Geranium crenophilum Boiss.
- Geranium cruceroense R.Knuth
- Geranium cuchillense R.Knuth
- Geranium culminicola H.E.Moore
- Geranium cuneatum Hook.
- Geranium dahuricum DC.
- Geranium dalmaticum (Beck) Rech.f.
- Geranium delavayi Franch.
- Geranium deltoideum Rydb.
- Geranium diffusum Kunth
- Geranium digitatum R.Knuth
- Geranium discolor Hilliard & B.L.Burtt
- sallangos gólyaorr (Geranium dissectum) L.
- Geranium divaricatum Ehrh.
- Geranium dolomiticum Rothm.
- Geranium donianum Sweet
- Geranium drakensbergense Hilliard & B.L.Burtt
- Geranium dregei Hilliard & B.L.Burtt
- Geranium duclouxii P.F.Yeo
- Geranium durangense H.E.Moore
- Geranium ecuadoriense Hieron.
- Geranium editum Veldkamp
- Geranium endressii J.Gay
- Geranium erianthum DC.
- Geranium eriostemon Fisch. ex DC.
- Geranium escalonense R.Knuth
- Geranium exallum H.E.Moore
- Geranium exellii J.R.Laundon
- Geranium fallax Steud.
- Geranium fargesii P.F.Yeo
- Geranium farreri Stapf
- Geranium favosum Hochst. ex A.Rich.
- Geranium ferganense Bobrov
- Geranium filipes Killip
- Geranium finitimum Woronow
- Geranium flaccidum Small
- Geranium flanaganii Schltr. ex Knuth
- Geranium foreroi Aedo
- Geranium franchetii R.Knuth
- Geranium frigidurbis Moerman
- Geranium fuscicaule R.Knuth
- Geranium gardneri de Lange
- Geranium gentryi H.E.Moore
- Geranium glaberrimum Boiss. & Heldr.
- Geranium glanduligerum R.Knuth
- Geranium goldmanii Rose ex Hanks & Small
- Geranium gorbizense Aedo & Muñoz Garm.
- Geranium gracile Ledeb. ex Nordm.
- Geranium grandistipulatum Hilliard & B.L.Burtt
- Geranium graniticola Carolin
- Geranium guatemalense R.Knuth
- Geranium gymnocaulon DC.
- Geranium hanaense A.C.Medeiros & H.St.John
- Geranium harmsii R.Knuth
- Geranium harveyi Briq.
- Geranium hayatanum Ohwi
- Geranium henryi R.Knuth
- Geranium hernandesii Moç. & Sessé ex DC.
- Geranium herzogii R.Knuth
- Geranium hillebrandii Aedo & Muñoz Garm.
- Geranium himalayense Klotzsch
- Geranium hintonii H.E.Moore
- Geranium hispidissimum (Franch.) R.Knuth
- Geranium holm-nielsenii Halfd.-Niels.
- Geranium holosericeum Willd. ex Spreng.
- Geranium homeanum Turcz.
- Geranium huantense R.Knuth
- Geranium humboldtii Spreng.
- Geranium hyperacrion Veldkamp
- Geranium hystricinum H.E.Moore
- Geranium ibericum Cav.
- Geranium imbaburae R.Knuth
- Geranium incanum Burm.f.
- Geranium jaekelae J.F.Macbr.
- Geranium jahnii Standl.
- Geranium jinchuanense Z.M.Tan
- Geranium kalenderianum Ilçim & Behçet
- Geranium kashmirianum B.L.Sapru & S.K.Raina
- Geranium kauaiense (Rock) H.St.John
- Geranium kerberi R.Knuth
- Geranium kilimandscharicum Engl.
- Geranium killipianum R.Knuth
- Geranium killipii R.Knuth
- Geranium kishtvariense R.Knuth
- Geranium knuthianum J.F.Macbr.
- Geranium knuthii Nakai
- Geranium koreanum Kom.
- Geranium kotschyi Boiss.
- Geranium krameri Franch. & Sav.
- Geranium kurdicum Bornm.
- Geranium lacustre Veldkamp
- Geranium lainzii Aedo
- Geranium lambertii Sweet
- Geranium lanuginosum Lam.
- Geranium lasiocaulon Nakai
- Geranium lasiopus Boiss. & Heldr.
- Geranium latilobum H.E.Moore
- Geranium latum Small
- Geranium laxicaule R.Knuth
- Geranium lazicum (Woronow) Aedo
- Geranium lechleri R.Knuth
- Geranium lentum Wooton & Standl.
- Geranium leptodactylon Veldkamp
- Geranium leucanthum Griseb.
- Geranium libani P.H.Davis
- Geranium libanoticum Schenk
- Geranium lignosum R.Knuth
- Geranium lilacinum R.Knuth
- Geranium limae R.Knuth
- Geranium lindovicum
- Geranium linearilobum DC.
- Geranium loxense Halfd.-Niels.
- Geranium lozanii Rose
- Geranium lucidum L.
- Geranium macbridei Aedo
- Kandilla gólyaorr (Geranium macrorrhizum) L.
- Geranium macrostylum Boiss.
- Geranium maculatum L.
- Madeira-gólyaorr (Geranium maderense) Yeo
- Geranium madrense Rose
- Geranium magellanicum Hook.f.
- Geranium magniflorum R.Knuth
- Geranium makmelicum Aedo
- Geranium malviflorum Boiss. & Reut.
- Geranium maniculatum H.E.Moore
- Geranium mascatense Boiss.
- Geranium mathewsii Briq.
- Geranium matucanense R.Knuth
- Geranium maximowiczii Regel & Maack
- Geranium meridense Pittier
- Geranium mexicanum Kunth
- Geranium miahuatlanum B.L.Turner
- Geranium microphyllum Hook.f.
- Geranium mlanjense J.R.Laundon
- Geranium molle L.
- Geranium mollendinense R.Knuth
- Geranium monanthum Small
- Geranium monticola Ridl.
- Geranium moupinense Franch.
- Geranium multiceps Turcz.
- Geranium multiflorum A.Gray
- Geranium multipartitum Benth.
- Geranium multisectum N.E.Br.
- Geranium nakaoanum H.Hara
- Geranium nanum Coss. ex Batt. & Trab.
- Geranium napuligerum Franch.
- Geranium natalense Hilliard & B.L.Burtt
- Geranium neglectum Carolin
- Geranium nepalense Sweet
- Geranium niuginiense Veldkamp
- Geranium nivale R.Knuth
- Geranium niveum S.Watson
- Geranium nodosum L.
- Geranium nuristanicum Schönb.-Tem.
- Geranium nyassense R.Knuth
- Geranium oaxacanum H.E.Moore
- Geranium obtusisepalum Carolin
- Geranium occitanicum Batt. & Pit.
- Geranium onaei Franch. & Sav.
- Geranium oreganum Howell
- Geranium orientali-tibeticum R.Knuth
- Geranium ornithopodioides Hilliard & B.L.Burtt
- Geranium ornithopodon Eckl. & Zeyh.
- Geranium ornithopodum Eckl. & Zeyh.
- Geranium pallidifolium R.Knuth
- Geranium palmatipartitum (Hausskn. ex R.Knuth) Aedo
- Geranium palmatum Cav.
- Geranium paludosum R.Knuth
- mocsári gólyaorr (Geranium palustre) L.
- Geranium pamiricum Ikonn.
- Geranium papuanum Ridl.
- Geranium paramicola R.Knuth
- Geranium parodii I.M.Johnst.
- Geranium pavonianum Briq.
- Geranium peloponesiacum Boiss.
- Geranium persicum Schönb.-Tem.
- Geranium peruvianum Hieron.
- Geranium petri-davisii Aedo
- fodros gólyaorr (Geranium phaeum) L.
- Geranium pichinchense Aedo & Muñoz Garm.
- Geranium pilgerianum R.Knuth
- Geranium pinetophilum R.Knuth
- Geranium piurense R.Knuth
- Geranium planum Halloy
- Geranium platyanthum Duthie
- Geranium platypetalum Fisch. & C.A.Mey.
- Geranium platyrenifolium Z.M.Tan
- Geranium pogonanthum Franch.
- Geranium polyanthes Edgew. & Hook.f.
- Geranium ponticum (P.H.Davis & J.Roberts) Aedo
- Geranium potentillifolium DC.
- Geranium potentilloides L'Hér. ex DC.
- Geranium potosinum H.E.Moore
- mezei gólyaorr (Geranium pratense) L.
- Geranium pringlei Rose
- Geranium procurrens Yeo
- Geranium pseudofarreri Z.M.Tan
- Geranium pseudosibiricum J.Mayer
- Geranium psilostemon Ledeb.
- Geranium pulchrum N.E.Br.
- Geranium purpureum Vill.
- apró gólyaorr (Geranium pusillum) L.
- Geranium pylzowianum Maxim.
- Geranium pyrenaicum Burm.f.
- Geranium raimondii R.Knuth
- Geranium rectum Trautv.
- Geranium reflexum L.
- Geranium refractum Edgew. & Hook.f.
- Geranium reinii Franch. & Sav.
- Geranium renardii Trautv.
- Geranium renifolium Hieron.
- Geranium repens H.E.Moore
- Geranium reptans R.Knuth
- Geranium retectum P.F.Yeo
- Geranium retrorsum L'Hér. ex DC.
- Geranium reuteri Aedo & Muñoz Garm.
- Geranium rhomboidale H.E.Moore
- Geranium richardsonii Fisch. & Trautv.
- Geranium rivulare Vill.
- nehézszagú gólyaorr (Geranium robertianum) L.
- Geranium robustipes R.Knuth
- Geranium robustum Kuntze
- Geranium rosthornii R.Knuth
- Geranium rotundifolium L.
- Geranium rubifolium Lindl.
- Geranium ruizii Hieron.
- Geranium rupicolum Wedd.
- Geranium ruprechtii (Woronow) Grossh.
- Geranium sagasteguii Aedo
- piros gólyaorr (Geranium sanguineum) L.
- Geranium santanderiense R.Knuth
- Geranium sarawaketense R.Knuth
- Geranium saxatile Kar. & Kir.
- Geranium schiedeanum Schltdl.
- Geranium schimpffii R.Knuth
- Geranium schlechteri R.Knuth
- Geranium schrenkianum Trautv. ex Becker
- Geranium schultzei R.Knuth
- Geranium scissum R.Knuth
- Geranium scullyi R.Knuth
- Geranium sebosum S.F.Blake
- Geranium seemannii Peyr.
- Geranium sepaloroseum Rusby
- Geranium sericeum Willd. ex Spreng.
- Geranium sessiliflorum Cav.
- Geranium shensianum R.Knuth
- Geranium shikokianum Matsum.
- Geranium siamense Craib
- Geranium sibbaldioides Benth.
- Geranium sibiricum L.
- Geranium simense Hochst. ex A.Rich.
- Geranium sinense R.Knuth
- Geranium sintenisii Freyn
- Geranium skottsbergii R.Knuth
- Geranium smithianum R.Knuth
- Geranium soboliferum Kom.
- Geranium sodiroanum R.Knuth
- Geranium solanderi Carolin
- Geranium solitarium Z.M.Tan
- Geranium sophiae Fed.
- Geranium soratae R.Knuth
- Geranium sparsiflorum R.Knuth
- Geranium stapfianum Hand.-Mazz.
- Geranium stoloniferum Standl.
- Geranium stramineum Triana & Planch.
- Geranium strictipes R.Knuth
- Geranium stuebelii Hieron.
- Geranium subacutum (Boiss.) Aedo
- Geranium subargenteum Lange
- Geranium subcaulescens L'Hér. ex DC.
- Geranium subcompositum Veldkamp
- Geranium subglabrum Hilliard & B.L.Burtt
- Geranium sublaevispermum H.E.Moore
- Geranium subnudicaule Turcz.
- Geranium subscandens R.Knuth
- Geranium subulatostipulatum R.Knuth
- Geranium subumbelliforrme R.Knuth
- Geranium superbum R.Knuth
- Geranium suzukii Masam.
- Geranium swatense Schönb.-Tem.
- erdei gólyaorr (Geranium sylvaticum) L. - típusfaj
- Geranium tablasense R.Knuth
- Geranium taebaek S.J.Park & Y.S.Kim
- Geranium tafiense Aedo & Muñoz Garm.
- Geranium tanii Aedo & Muñoz Garm.
- Geranium tenue Hanks
- Geranium terminale Z.M.Tan
- Geranium texanum (Trel.) A.Heller
- Geranium thessalum Franzén
- Geranium thunbergii Siebert ex Lindl. & Paxton
- Geranium tiguense Aedo & Muñoz Garm.
- Geranium totorense R.Knuth
- Geranium tovarii Aedo
- Geranium tracyi Sandwith
- Geranium transbaicalicum Serg.
- Geranium traversii Hook.f.
- Geranium trianae Aedo & Muñoz Garm.
- Geranium trilophum Boiss.
- Geranium tripartitum R.Knuth
- Geranium trolliifolium Small
- Geranium tuberaria Cambess.
- Geranium tuberosum L.
- Geranium umbelliforme Franch.
- Geranium unguiculatum H.E.Moore
- Geranium uralense Kuvaev
- Geranium ussuriense Tsyren.
- Geranium vagans Baker
- Geranium velutinum Turcz.
- Geranium venezuelae R.Knuth
- Geranium venturianum R.Knuth
- Geranium versicolor L.
- Geranium viscosissimum Fisch. & C.A.Mey.
- Geranium vulcanicola Small
- Geranium wakkerstroomianum R.Knuth
- Geranium wallichianum D.Don ex Sweet
- Geranium wardii Yeo
- Geranium weberbauerianum R.Knuth
- Geranium weddellii Briq.
- Geranium whartonianum Veldkamp
- Geranium wilfordii Maxim.
- Geranium wilhelminae Veldkamp
- Geranium wislizeni S.Watson
- Geranium wlassovianum Fisch. ex Link
- Geranium xinjiangense Chang Y.Yang
- Geranium yaanense Z.M.Tan
- Geranium yemense Deflers
- Geranium yeoi Aedo & Muñoz Garm.
- Geranium yesoense Franch. & Sav.
- Geranium yoshinoi Makino ex Nakai
- Geranium yuexiense Z.M.Tan
- Geranium yunnanense Franch.

A fenti fajokon kívül az alábbi 4 hibrid is ide tartozik:
- Geranium × cantabrigense
- Geranium × cantabrigiense P.F.Yeo
- Geranium × magnificum Hyl.
- Geranium × oxonianum P.F.Yeo

## Fordítás
Ez a szócikk részben vagy egészben  a   Geranium című angol Wikipédia-szócikk ezen változatának fordításán alapul.  Az eredeti cikk szerkesztőit annak laptörténete sorolja fel. Ez a jelzés csupán a megfogalmazás eredetét és a szerzői jogokat jelzi, nem szolgál a cikkben szereplő információk forrásmegjelöléseként.